# アインファーマシーズ
株式会社アインファーマシーズ（英: Ain Pharmaciez Inc.）は、札幌市白石区に本社を置き、調剤薬局やドラッグストアなどのチェーン店を運営する企業。アインホールディングスの完全子会社。調剤薬局業界第一位。
本項では、持株会社化以前の株式会社アインファーマシーズ（現・株式会社アインホールディングス）、及び持株会社化に際し新設された事業会社である株式会社アインファーマシーズについて記す。

## 沿革
グループ沿革｜アイングループも参照。
- 1969年（昭和44年）8月2日 - 受託臨床検査を行う株式会社第一臨床検査センターとして設立。
- 1988年（昭和63年）3月 - 株式会社旭川第一臨床検査センターを吸収合併。
- 1989年（平成元年）5月 - 株式会社オータニを吸収合併。同社のドラッグストア事業が当社の運営となる。
- 1993年（平成5年）5月 - 薬局事業に参入、1号店の「第一薬局」（北海道旭川市、のちのアイン薬局豊岡店）を開局。
- 1994年（平成6年）
  - 3月 - 株式を店頭公開。
  - 5月 - 薬局の店名を「アイン薬局」に統一。
- 1997年（平成9年）6月 - OICカウボーイグループへホームセンター部門を営業譲渡。
- 1998年（平成10年）
  - 10月 - 株式会社第一臨床検査センター札幌ラボラトリー臨床検査部門をビー・エム・エルへ営業譲渡。
  - 11月 - 株式会社アインファーマシーズ（初代）に商号変更。
- 1999年（平成11年）
  - 2月 - 丸紅と資本業務提携。
  - 3月 - 提携契約に基づき、丸紅に対して第三者割当増資を実施。
  - 10月 - 再び第三者割当増資を実施。
- 2002年（平成14年）
  - 6月 - ナイスドラッグ株式会社（現・アイン東海）と業務提携。
  - 10月 - コスメ&ドラッグストア業態「アインズ&トルペ」の展開を開始、1号店の「地下街店」（北海道札幌市中央区）を開店。
  - 11月 - 今川薬品株式会社を吸収合併。
- 2004年（平成16年）
  - 5月 - 株式取得により、ナイスドラッグを子会社化。
  - 12月 - 丸紅からの株式取得により、持分法適用関連会社の株式会社アインメディカルシステムズを子会社化。
- 2005年（平成17年）4月1日 - 株式会社エスアールエルからの株式取得（87%）により、株式会社リジョイス（東京都中央区日本橋浜町）及び株式会社リジョイス薬局（京都市）を子会社化。
- 2006年（平成18年）
  - 4月 - ジェネリック医薬品卸業をする株式会社ホールセールスターズを完全子会社として設立。
  - 4月28日 - 旧経営者らからの株式取得により、株式会社ダムファールマ（山形市）及びメディカルハートランド株式会社（山形県川西町）を完全子会社化。
- 2007年（平成19年）
  - 1月31日 - 旧経営者らからの株式取得により、株式会社ダイチク（新潟市）を完全子会社化。
  - 2月28日 - 株式会社ハイレンと資本提携し、株式の15%を取得。
  - 4月 - 子会社のダムファールマとメディカルハートランドを合併させ、株式会社メディカルハートランドに商号変更。
  - 6月15日 - 旧経営者からの株式取得により、株式会社あさひ調剤（さいたま市）を子会社化。
  - 10月5日 - 株式会社CFSコーポレーションとの株式移転により、共同持株会社「株式会社CFSアインホールディングス」（仮称）を設立し、経営統合することで基本合意。
  - 11月 - エムワイ株式会社等からの株式取得により、サンウッド株式会社（富山市）を子会社化。
  - 12月26日 - 三井物産からの株式取得（13%）により、株式会社リジョイス（東京都新宿区）を完全子会社化。
- 2008年（平成20年）
  - 1月22日 - 株式会社CFSコーポレーションの臨時株主総会で、同社筆頭株主のイオン株式会社などが42.87%の反対票を投じて統合議案を否決したため、経営統合は白紙化。
  - 6月1日 - 簡易株式交換により、子会社のアインメディカルシステムズを完全子会社化。
  - 8月5日 - 株式会社セブン&アイ・ホールディングスと資本・業務提携。
  - 4月9日 - セブン&アイグループ3社との間で、共同出店等を行うための合弁会社の設立で基本合意。
- 2009年（平成21年）
  - 4月2日 - 東京証券取引所二部上場。
  - 5月18日 - ジャスダック上場廃止。
  - 8月 - アインメディカルシステムズ（存続会社）が、当社子会社のリジョイスを吸収合併。
  - 10月1日 - アイン東海（存続会社）が、当社子会社のリジョイス薬局を吸収合併し、同時に株式会社アインメディオに商号を変更。
- 2010年（平成22年）
  - 4月1日 - アインメディオ（存続会社）が、同じく子会社のサンウッドを吸収合併。
  - 4月2日 - 東京証券取引所一部銘柄に指定される。
  - 5月24日 - 札幌証券取引所に上場。
- 2011年（平成23年）4月1日 - 子会社のメディカルハートランドを吸収合併。
- 2012年（平成24年）
  - 4月1日 - アインメディオのドラッグストア事業を会社分割により継承。
  - 8月1日 - アインメディカルシステムズを吸収合併。
  - 時期不詳 - 岩手県内の調剤薬局の店舗で、店長が急性心臓死。15年に過重な時間外労働で労災認定がなされる[1][出典無効]。
- 2013年（平成25年）11月11日 - 本社ビルを東区東苗穂より、白石区東札幌に移転。
- 2014年（平成26年）10月1日 - 子会社の株式会社メディクスおよび有限会社パルアクティブを吸収合併[2]。
- 2015年（平成27年）
  - 2月27日 - 株式会社メディオ薬局（沼津市）を完全子会社化[3]。
  - 6月24日 - アイン分割準備株式会社（現・アインファーマシーズ）を設立。
  - 9月 - 資生堂からの株式取得により、株式会社アユーララボラトリーズ（東京都港区）を完全子会社化[4]。
  - 9月12日 - 札幌・大通に総合ビューティー複合ビル「Le trois（ル・トロワ）」をオープン[5]。
  - 11月1日 - 持株会社体制に移行。グループの経営管理以外の事業をアイン分割準備株式会社に吸収分割。アインファーマシーズ（初代）は株式会社アインホールディングスに商号変更。アイン分割準備株式会社は株式会社アインファーマシーズ（2代）に商号変更[6]。
- 2017年（平成29年）7月24日 - 新聞報道により、LGBTに対する取り組みを実施していると一般公表[7]。社員の行動指針に差別しないことなどを明記。
- 2018年（平成30年）4月 - リテール事業の営業利益が完全黒字化達成[8]。
- 2022年（令和4年）5月20日[9] - 「アインズ&トルペ」の日本国外1号店「AINZ & TULPE Pavilion Bukit Jalil」をマレーシア・クアラルンプールのパビリオン・ブキット・ジャリル（英語版）に出店（当社の親会社のアインホールディングスと、丸紅との合弁会社「AMC RETAIL MALAYSIA Sdn Bhd」により運営）[10][11]。
- 2023年（令和5年）8月31日 - KKR札幌医療センター敷地内に薬局を整備する事業の入札を巡り、社長と取締役が公契約関係競売入札妨害容疑で逮捕された[12]。9月21日、2人が同罪で起訴された[13]。2024年4月18日、札幌地裁は元社長と元取締役にそれぞれ懲役6月、執行猶予2年を言い渡した[14]。2人は判決を不服とし控訴した。2025年1月28日、札幌高裁は一審判決を破棄し2人に無罪を言い渡した[15]。

## 運営店舗
- 調剤薬局
  - 処方箋調剤 アイン薬局
  - 処方箋調剤 今川薬局
- ドラッグストア
  - アインズ（ainz）

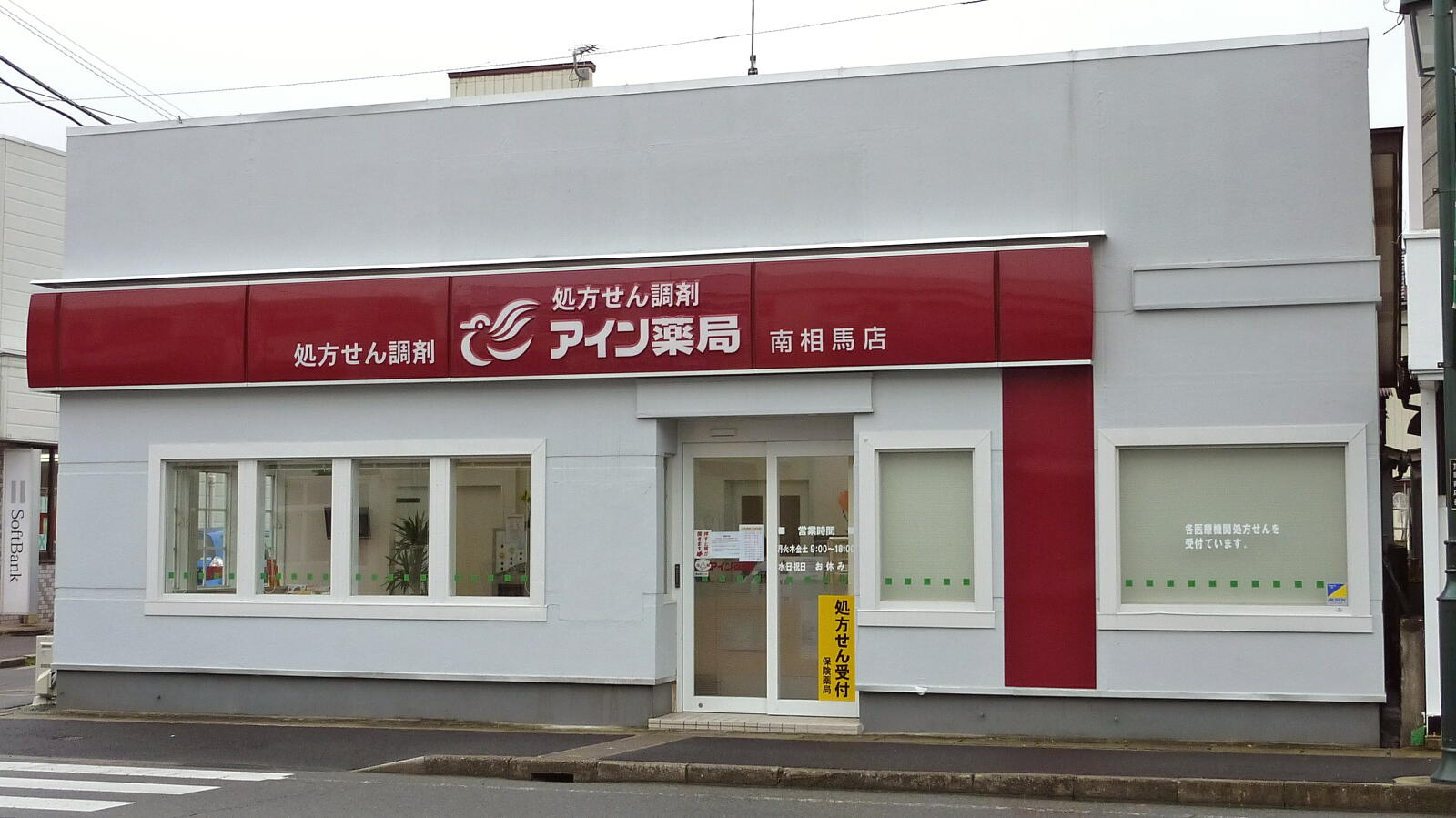
アイン薬局 南相馬店（2009年7月18日）

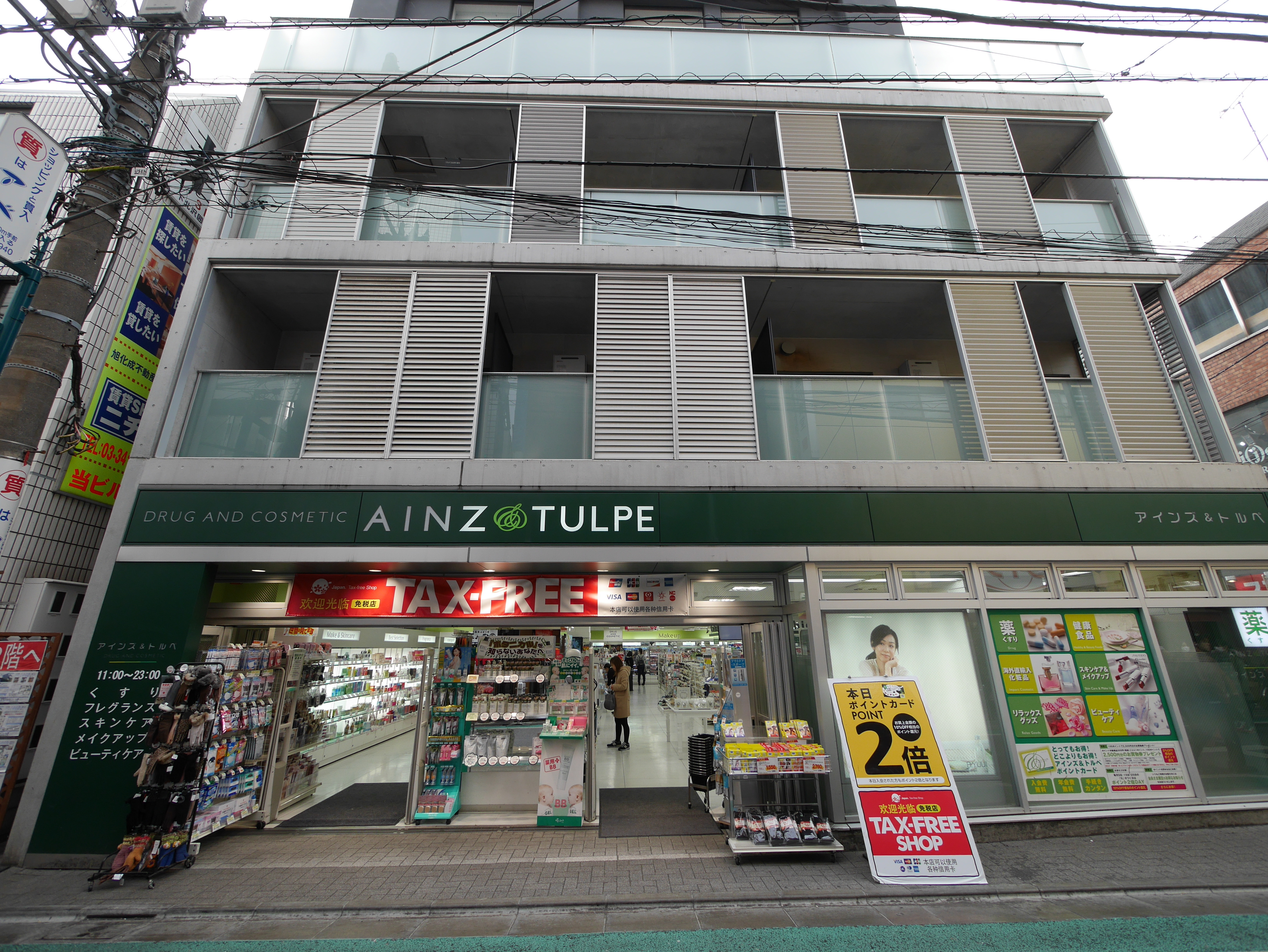
アインズ&トルペ 下北沢店

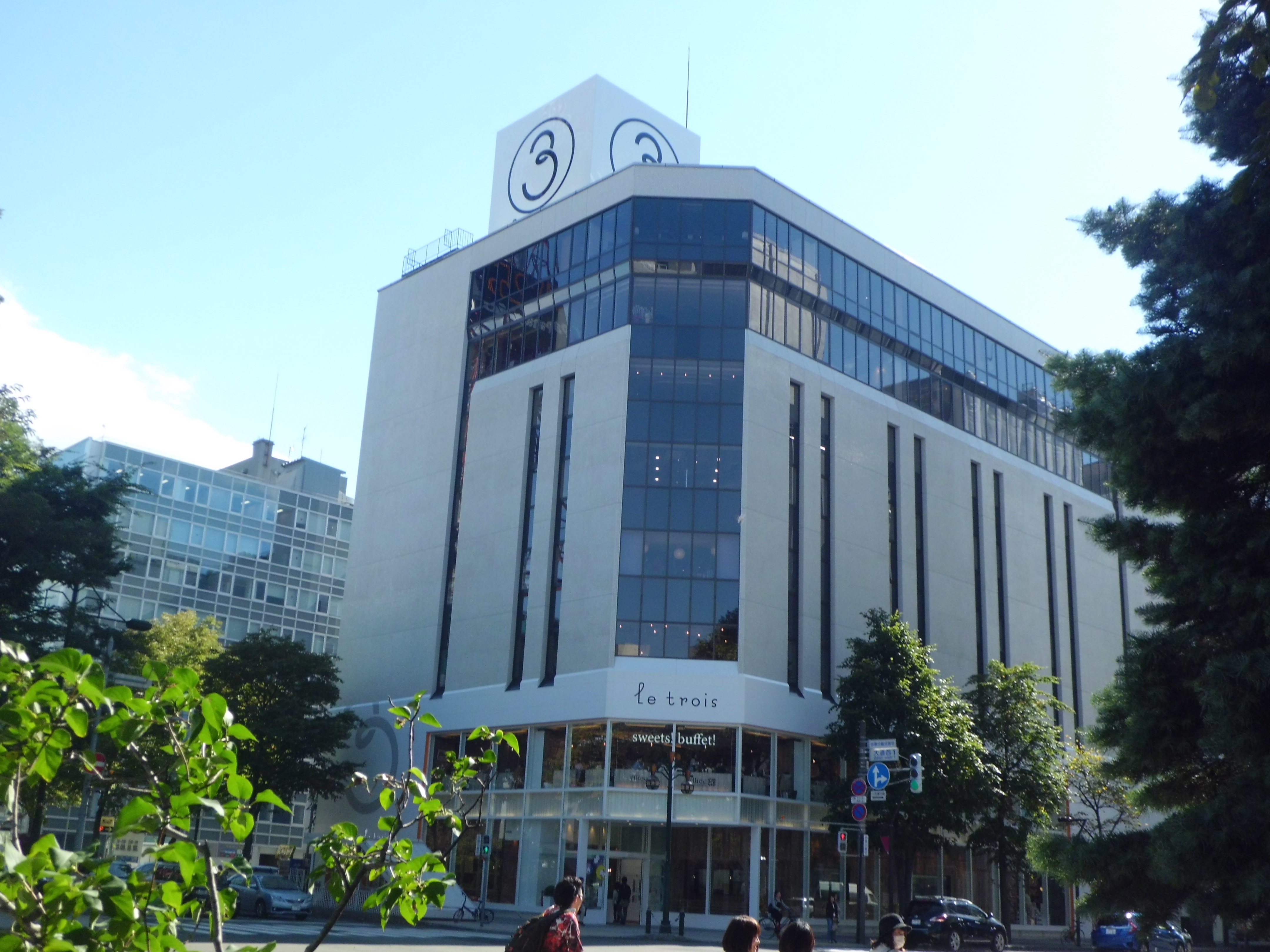
Le trois（ル・トロワ）

  - アインズ&トルペ（ainz&tulpe） - 都市型店舗
  - アインズ&トルぺ Family -  日常生活に関わる商品を充実させた新業態[16]
- その他
  - 「Le trois（ル・トロワ）」 - 総合ビューティー複合ビル

### 過去の運営店舗
- トルペ（tulpe）
  - かつては「アインズ&トルペ」ではなく「トルペ」のみの名称の店舗も運営しており、化粧品中心の店舗と位置付けられていた。
  - 2016年11月現在で運営店舗は二子玉川ライズ店の1店舗のみ存在しており[17]、これも2017年までに閉店された[18][注 1]ことで消滅した。
- LIPS and HIPS
  - 「LIPS and HIPS」は同社による化粧品・美容用品等のプライベートブランドの名称であるが、これらの商品を販売する同名の単独店舗も展開されていた。
    - LIPS and HIPS Style Store 新さっぽろサンピアザ店 - 2016年11月25日開店[20]、2019年10月20日閉店。
    - LIPS and HIPS 東急プラザ表参道原宿店 - 2017年4月21日開店[21]、2020年8月30日閉店。

## 他社との統合・提携
2008年（平成20年）4月にCFSコーポレーションと共同持株会社を設立し、経営統合する予定であったが、CFSコーポレーションの筆頭株主であるイオンの反対により、2008年（平成20年）1月22日のCFSコーポレーションの臨時株主総会で議案が否決され、経営統合は白紙となった。なお、CFSコーポレーションはのちにイオングループ入りし、現在は合併によりウエルシア薬局となっている。
2008年（平成20年）8月5日、セブン&アイ・ホールディングスと資本・業務提携し、出店、医薬品販売、PB商品開発で提携することになった。8月26日に実施する第三者割当増資により、セブン&アイ・ホールディングスが当社株式の7.8%を取得した。

## 提供番組
いずれの提供番組にも「アイングループ」名義で提供。太文字は現在の提供番組
- フジテレビ系
  - めざまし8（2022年4月　- ）
  - 木曜劇場（2020年4月 - ）※同業者の日本調剤、クオール薬局も提供
- テレビ朝日系列
  - 報道STATION（2019年4月1日 - ） ※毎週木曜日前半ナショナルスポンサー[注 2][22][23][24][25]
  - KSBお天気レーダー（2021年4月 - 、KSB瀬戸内海放送）※月曜日[25]
- テレビ東京系列
  - 日経スペシャル ガイアの夜明け（2020年4月 - ）
- TBS系
  - サンデーモーニング（2019年4月7日 - ） ※HBC北海道放送のみ[26]
  - 報道特集（2019年10月 - ）[23]　
  - Nスタ（2021年4月 - ）※毎週火・木曜日第2部全国枠ナショナルスポンサー[25]
- 日本テレビ系
  - news every.（2020年10月 - 2021年3月）※第3部全国枠ナショナルスポンサー（隔週で曜日変動）[24]
  - シューイチ（2020年10月 - ）※前半関東ローカルスポンサー[24][25]
  - お天気フィラー（2021年4月 - 、STV札幌テレビ）※木曜日[25]